# Antony Blinken
Antony John Blinken (Nova York, 16 d'abril de 1962) és un polític estatunidenc del Partit Demòcrata, actual Secretari d'Estat (ministre d'Afers Exteriors) dels Estats Units.
Criat i educat a París (França), es va graduar a la Universitat Harvard i, posteriorment, va obtenir un doctorat en Dret a la Universitat de Colúmbia. El seu avi va fugir dels pogroms de Rússia. La seva àvia materna, també jueva, va escapar de l'Hongria comunista i va ajudar altres refugiats a instal·lar-se als EUA. El seu padrastre, Samuel Pisar, va ser l'únic dels 900 nens de la seva escola a Bialystok (Polònia) que va sobreviure a l'Holocaust, després de passar quatre anys en camps de concentració.
Entre el 2013 i el 2015 exercí com a assessor adjunt de Seguretat Nacional sota la presidència del president Barack Obama, i entre els anys 2015 i 2017 com a vicesecretari d'Estat dels Estats Units. Anteriorment, havia treballat com a investigador principal en el Centre d'Estudis Estratègics i Internacionals (2001-2002), director del grup Demòcrata del Comitè de Relacions Exteriors del Senat dels Estats Units (2002-2008) i membre de la transició presidencial Obama-Biden, actiu des de novembre de 2008 a gener de 2009.
Blinken també ha estat un analista d'afers globals del The New York Times i de la CNN. El novembre de 2020 fou escollit pel president electe Joe Biden com el seu candidat per al càrrec de Secretari d'Estat dels Estats Units.